# Animus und Anima
Animus und Anima sind Begriffe aus der Analytischen Psychologie von Carl Gustav Jung. Es handelt sich hierbei um zwei der wichtigsten Archetypen, also im kollektiven Unbewussten angelegte, von individueller Erfahrung unabhängige unanschauliche Strukturen der Möglichkeiten menschlicher Imagination und Emotionalität. Anima und Animus zeigen sich in Stimmungen und Launen, Begeisterung und Verliebtheit, in Träumen und Mythen. Die (inneren oder äußeren) Bilder von Anima und Animus beim individuellen Menschen können plakativ als „Personifikationen einer weiblichen Natur im Unbewussten des Mannes und einer männlichen Natur im Unbewussten der Frau“ bezeichnet werden. Jung betonte, dass Animus und Anima wie alle Archetypen „von sich aus günstige und ungünstige, helle und dunkle, gute und böse Wirkungen entfalten“.
Wortherkunft: Die Begriffe sind lateinisch, im Wesentlichen bedeuten beide ‚Seele/Geist‘, jeweils grammatisch männlich (animus) oder weiblich (anima). Im Lateinischen hat animus je nach Zusammenhang viele verschiedene Bedeutungen: so u. a. Seele oder Geist (im Gegensatz zum Körper), Gedächtnis; verschiedene emotionale Zustände wie Entschlossenheit, Mut und Übermut, Selbstvertrauen und Trotz, seelisches Begehren, Wunsch, Lust, Leidenschaft und Zorn; Stimmung und Gesinnung. Anima dagegen wird übersetzt mit Luft als Element bzw. Lufthauch, Wind, Atem; Seele (auch im Sinne eines ‚Geists‘), Geist; beseeltes Wesen, Leben. Die im Wortfeld von Anima erkennbare Verbindung von ‚Luft‘ und ‚Geist‘ ist dieselbe wie beim hebräischen Ruach (Luft, Atem, Geist) und beim griechischen Pneuma (Luft, Atem, Geist), oder dem indischen Prana bzw. dem indischen Akasha, vgl. auch Atemseele; im Deutschen entspricht dem etwa das Wort ‚Lebensodem‘.
Seele: Die Bereiche von Anima und Animus wurden von Jung als Teile der Seele verstanden. Seele im Sinne Jungs bedeutet die innere, unbewusste Persönlichkeit, einen „abgegrenzten Funktionskomplex“, während er unter Psyche die „Gesamtheit aller psychischen Vorgänge, der bewussten sowohl wie der unbewussten“, verstand.
Geschlechtlichkeit: Das Unbewusste verhalte sich gewöhnlich komplementär zum Bewusstsein und dieser „Komplementaritätscharakter der Seele betrifft auch den Geschlechtscharakter“, woher die Gegengeschlechtlichkeit von Anima und Animus beim Einzelnen herrühre. Dieser gewisse Ausgleich des Männlichen durch das Weibliche und (andersherum) in der Seele bedeuteten auch, dass „der Mensch seit undenklichen Zeiten in seinen Mythen immer die Idee der Koexistenz eines Männlichen und Weiblichen in demselben Körper ausgedrückt hat“, sodass, wie im Bild vom hermaphroditischen Gott, im Menschen immer auch das andere Geschlecht gegenwärtig sei.

## Anima

### Allgemeine Funktionen
Die Anima ist nach Jung die weibliche Erscheinung und der weibliche Funktionsbereich in der Seele des Mannes, zugleich seine Brücke zum Unbewussten insgesamt. Im Frühwerk setzte Jung „Seele“ und „Anima“ auch einmal gleich, und zwar als Gegensatzbegriff zur Persona (äußeren Persönlichkeit). Später beschrieb er die Anima „als eine Brücke zum Unbewußten, als die Funktion der Beziehung zum Unbewußten“, wobei Anima und Animus „Inhalte des kollektiven Unbewußten an das Bewußtsein vermitteln“. Verliert also ein Mann den Kontakt zu seiner Anima, verliert er damit „den Zusammenhang mit dem kompensierenden Unbewußten überhaupt … In einem derartigen Falle pflegt das Unbewußte Emotionen unverhältnismäßiger Natur zu produzieren, wie Gereiztheit, Unbeherrschtheit, Überheblichkeit, Minderwertigkeitsgefühle, Launen, Depressionen, Zornausbrüche und dergleichen“.

### Weiblicher Archetyp
„Jeder Mann trägt das Bild der Frau von jeher in sich, nicht das Bild dieser bestimmten Frau, sondern einer bestimmten Frau. Dieses Bild ist im Grunde genommen eine unbewusste, von Urzeiten herkommende und dem lebenden System eingegrabene Erbmasse“. Die Anima gründe auch in der „Mutter alt und jung, Demeter und Persephoneia, und der Sohn ist Gatte und schlafender Säugling in einem.“ Nicht nur als Bild der Mutter und der „Mutter-Geliebten“, „sondern auch der Tochter, der Schwester und der Geliebten, der himmlischen Göttin und der chthonischen Baubo, überall allgegenwärtig als altersloses Bild“, beschrieb Jung die Anima als Archetyp des Weiblichen. „Sie tritt, wo sie erscheint, in Träumen, Visionen und Phantasien, personifiziert auf“. Die Projektion der Anima auf eine reale Frau wird oft ein störender Faktor in Beziehungen, weil der Mann dann von einer Frau erwartet, die Verkörperung eines inneren Bildes des Weiblichen zu sein (weswegen Männer manchmal eine Frau für „meine Göttin“ halten). Auch die wunderhübschen „Nymphen und Dryaden“ seien „Animaprojektionen, wenn es sich um männliche Aussagen handelt.“

### Ambivalenz und Entwicklungsstufen
„Die Anima ist eine bipolare Figur … und kann daher bald positiv, bald negativ erscheinen; bald alt, bald jung; bald Mutter, bald Mädchen; bald gütige Fee, bald Hexe; bald Heilige, bald Hure.“ Als typische „Entwicklungsstufen“ der Anima beim Mann beschrieb Marie-Louise von Franz: (1) Die „primitive“, sinnlich anziehende Frau (z. B. die fernen Südländerinnen in den Bildern Paul Gauguins, oder Gretchen in Goethes Faust. Eine Tragödie); (2) die „romantisierte Schönheit“ (z. B. die „schöne Helena“ ebenfalls u. a. im Faust); (3) der „spiritualisierte“ weibliche Eros (z. B. in der Jungfrau und Gottesmutter Maria); (4) weiblicher Geist und Weisheit (z. B. gezeigt als Mona Lisa, Pallas Athene, Sapientia oder Sophia). Die Rolle der Anima als Führerin nach innen, schrittweise immer weiter durch die unbewussten Räume, wird besonders deutlich durch die Beatrice in der Göttlichen Komödie von Dante gezeigt, aber erscheint auch z. B. Rider Haggards 'She'. Bei Jungen erscheint die Anima zunächst in Gestalt des Mutterarchetyps (s. o.). Die Ablösung der Anima vom Mutterbild ermöglicht dem Mann dann Beziehungen außerhalb des Sohn-Mutter-Modells und stellt einen zentralen Entwicklungsschritt dar.
Anima wird von der Kirche aus einer älteren Tradition heraus mit Seele und mit Leben übersetzt. Jung meint in seinem Grundwerk aber, dass er dies etwas anders meint. Vorsilbe Ani = vor, ma = Mutter, also Jungfrau. Animus = vor Geist, also der noch nicht entwickelte Geist (hier fehlt die Überprüfung und ggf. die Quellenangabe). Die Anima ist im mystischen Erleben die Jungfrau, die um den Geist freit, im Märchen die Prinzessin oder das Aschenputtel, das dem König oder Prinzen angetraut wird (Vereinigung der Gegensätze – Chymische Hochzeit).

### Andere Begriffsbedeutungen bei Jung
Zusätzlich zu seiner psychologischen Verwendung des Begriffes ‚Anima‘ zitierte Jung auch immer wieder die klassischen Texte der (meist katholischen) Theologie und Philosophie zur ‚anima‘ als ‚Seele‘ des Menschen im christlichen Sinne. Ebenfalls häufig ist von der anima mundi (Weltseele) die Rede, wobei hier philosophische Konzepte der frühen Neuzeit auch mit psychologischen Erörterungen über den Archetyp der Anima verbunden werden.

## Animus

### Allgemeine Funktionen
Der Animus ist nach Jung die männliche Erscheinung und der männliche Funktionsbereich in der Seele der Frau. „Der Animus ist eine Art Niederschlag aller Erfahrungen der weiblichen Ahnen mit dem Mann – und nicht nur das: er ist auch ein zeugendes schöpferisches Wesen, … ein zeugendes Wort“. Wie die Anima ist der Animus eine Brücke zum Unbewussten und kann dieses auch z. B. in Träumen „personifizieren“. Wie die Anima dem Mann eine „Beatrice“ (Seelenführerin) sein kann (s. o.), so „ist der Animus ebenfalls ein Psychopompos (Seelenführer), ein Vermittler zwischen Bewußtsein und Unbewußtem und eine Personifikation des Unbewußten.“
In der zwischenmenschlichen Beziehung hingegen führen diese Archetypen oft zunächst zu Verwicklungen: „Wenn Animus und Anima sich begegnen, so zückt der Animus das Schwert seiner Macht, und die Anima spritzt das Gift ihrer Täuschung und Verführung“, wobei sich selbst aus diesem ungünstigen Anfang eine Verliebtheit ergeben könne. In der extravertierten Projektion sei der Animus meist problematisch, denn er „gehört nicht in die bewußte Beziehungsfunktion, sondern er sollte die Beziehung zum Unbewußten ermöglichen“, sich nach innen wenden. Da aber in jeder Liebesbeziehung auch Animus und Anima im Spiel sind, sei es besonders wichtig, sich nicht mit den wechselseitigen Projektionen zu identifizieren, erst dann werde eine bewusste Auseinandersetzung mit diesen inneren Kräften möglich.

### Männlicher Archetyp
Wie die Anima auch in der Muttererfahrung gründet, so der Animus in der Vatererfahrung: „Wie die Anima dem mütterlichen Eros entspricht, so der Animus dem väterlichen Logos.“ „Der Animus ist etwas wie eine Ansammlung von Vätern und sonstigen Autoritäten, die ex cathedra unanfechtbare, ‚vernünftige‘ Urteile aufstellen.“
Der Animus zeigt eine Affinität zum Archetyp des Helden („Heldengestalt“, „Heldenjüngling“), der Kraft und Orientierung zu großen Leistungen bieten kann. Im deutlich negativen Aspekt ist er wie ein „Zauberer, eine negative Vaterfigur“ oder ein „männlicher Dämon“. Als negative Wirkung kann der Animus sogar wie ein „Todesdämon“ wirken, der die Frau von allen realen Beziehungen fernhält und aus der diesseitigen Welt wegzieht. Eben wie jeder Archetyp (Psychologie), kann der Animus sowohl positiv als auch negativ wirken. Im Positiven kann er ein motivierender und vermittelnder Faktor für intellektuelle Tätigkeiten und geistige Entwicklungswege in Beziehung zum Unbewussten sein.
Der Animus tritt als männliche Figur in den Träumen von Frauen zum Beispiel als mysteriöser und faszinierender Liebhaber auf, als Vaterfigur, Pastor, Professor, als Prinz, Zauberer usw. Im Märchen manifestiert sich der Animus zum Beispiel als Prinz, als König Drosselbart oder Blaubart.

### Ambivalenz und Entwicklungsstufen
Wie „die Anima Launen, so bringt der Animus Meinungen hervor“, … Die Animusmeinungen haben sehr häufig den Charakter von soliden Überzeugungen, die nicht leicht zu erschüttern, oder von Prinzipien, die anscheinend unantastbar gültig sind"; bzw. einen „Meinungsteufel in allen möglichen Gestalten“ verkörpern. In solchen Fällen sei es wichtig, die „unbewussten Voraussetzungen“, also den Animus dahinter, zu analysieren. Gemeinplätze, die unhinterfragt von Vaterfiguren übernommen werden (z. B. „Da kann man nichts machen.“), sind Hinweise auf einen unreflektierten Animus.
„Selbstverständlich wird der Animus ebenso häufig projiziert wie die Anima. Für die Projektion geeignete Männer sind entweder lebende Nachbilder des lieben Gottes … oder verkannte Neuerer“. Unterschiedliche eigene Ideale von Männlichkeit werden von Frauen auf Männer projiziert. Eine Animusbesessenheit kann Frauen auch dazu bringen, für die irrsinnigsten Ideen ihr Leben zu opfern (so wie Männer für manch eine Gefühlsergriffenheit ihre Familie zerstören oder Kriege beginnen).
„Nun sind bei weitem nicht alle Inhalte von Anima und Animus projiziert. Viele davon treten spontan in Träumen usw. auf, und noch mehr können durch die sogenannte aktive Imagination bewußtgemacht werden.“ Doch könnten zwar viele Inhalte derselben, doch niemals die Archetypen an sich bewusstgemacht werden.
Als typische „Entwicklungsstufen“ des Animus bei der Frau beschrieb Marie-Louise von Franz: (1) Der „ganz körperliche Mann“ (z. B. Tarzan oder ein Sportheld); (2) der „romantische Mann“ (z. B. ein Musiker oder Dichter) oder der „Mann der Tat“ (z. B. ein Kriegsheld); (3) der „Träger des Wortes“ (z. B. ein großer politischer Redner), (4) der „weise Führer zu geistiger Wahrheit“ (z. B. Gandhi oder verschiedene religiöse Führer).

## Begriffliche Abgrenzungen

### Persona
Jung beschrieb, dass eine starke Identifikation mit der Persona, der Anpassungsleistung an die Erwartungen des sozialen/gesellschaftlichen Umfeldes, eine starke Kompensation dieser Einseitigkeit durch Anima und Animus provoziert: „Natürlich, wer sich eine zu gute Persona aufbaut, erntet dafür reizbare Launen“ bis hin zu einer „schweren Neurose“. Im Sinne der Kompensation einer Einseitigkeit stehe oft einer „glanzvollen Persona“ ein „übel kontrastierendes Privatleben“ mit den „peinlichsten Schwierigkeiten“ entgegen, was dann bei besonders „idealen“ Menschen gerne zu „Skandalen“ führt, wenn sie ihr „Privatleben“ nicht gut genug verbergen.
Mit der Seele als gemeinsamem Oberbegriff für Animus und Anima stellen beide zusammen eine Einstellung dar, die dem Unbewussten zugewandt ist („Funktionssystem, das zwischen dem Ich und dem Unbewußten vermittelt“) und als solche das „Gegenstück der Persona“ bildet, welche „zwischen dem Ich und der Umwelt“ vermittelt. Insofern übernehmen Animus und Anima die Rolle des Schattens, man erlebt mit ihm „seinen andersgeschlechtlichen Urgrund“. Der Charakter der Seele (Animus / Anima) lässt sich aus dem Charakter der Persona deduzieren, indem alles, was dem ersten fehlt, dem letzteren zukommt. „Ist die Persona intellektuell, so ist die Seele ganz sicher sentimental.“ Daneben sind Animus und Anima in sich ebenfalls als Gegensätze zu betrachten. Die oben unter Kap. Anima enthaltene Definition bezieht sich auf die „innere weibliche Einstellung beim Mann“, die unter Kap. Animus enthaltene Definition bezieht sich auf die „innere männliche Einstellung bei der Frau“.

### Individualität
„Das Individuum steht gewissermaßen in der Mitte zwischen dem bewußten und dem unbewußten Teil der Kollektivpsyche“, entstehe aus der Abgrenzung gegen das äußerlich oder innerlich Kollektive und verbinde beide.
Habituelle Einstellungen werden zu Charaktereigenschaften. Jung unterscheidet zwischen:
- Persona
- Seele (Animus und Anima) sowie
- Individualität.

Die Individualität eines Menschen lässt sich nicht aus dem Charakter der Persona erschließen. Individuelle Eigenschaften sind im Unbewussten im Keim („a priori“) verankert. Zur Entfaltung der Individualität bedarf es eines bewussten Differenzierungsprozesses. Im Falle der Identität bzw. der vollständigen Identifikation mit der Persona sind die unbewussten individuellen Eigenschaften mit der „Seele“ assoziiert. Sie erhält dadurch eine stärkere Abhängigkeit vom Unbewussten. Eine Behauptung der individuellen Linie der charakterlichen Entwicklung ist dadurch ausgeschlossen. Das Leben verläuft in unausweichlichen Gegensätzen. Die Seele ist dann meist in ein reales Objekt projiziert, um innere Gegensätze abzuwehren. Hierdurch wird die Kommunikation zwischen den Partnern erschwert, wegen des unbewussten Mechanismus des Vorgangs. Es entsteht eine Abhängigkeit vom Objekt und damit eine meist zunehmende Unfreiheit der zwischenmenschlichen Beziehung, wenn nicht ein instinktgeleiteter Umgang mit dem Partner erfolgt. Erfolgt keine Projektion, so werden die Gegensätzlichkeiten des Unbewussten auf die eigene Person bezogen oder allenfalls auf eine gleichgeschlechtliche Person. Dies kann Homosexualität begünstigen.

### Seelenbild
Seele und Seelenbild sind ebenfalls voneinander zu unterscheiden. Während Animus und Anima die Rolle eines Vermittlers zwischen Ich und Innenwelt einnehmen – und damit dem Unbewussten als seinem tiefsten Kern, ist die Herkunft des Seelenbilds eindeutig das Unbewusste selbst. Seelenbilder haben vermittelnde Funktion zwischen Unbewusstem und Seele und stellen sozusagen die übermittelte Nachricht dar. Seelenbilder können sich in Animus oder Anima darstellen. Archaische bzw. archetypische Inhalte oder die von Jung noch 1912 so genannten Urbilder haben ebenfalls im Unbewussten ihren Ursprung. Werden im Seelenbild archetypische Bilder dargestellt, so sind dies z. T. im kollektiven Unbewussten angelegte, von individueller Erfahrung unabhängige Urbilder, die sich unter anderem in religiösen Überlieferungen, Mythen oder Träumen niederschlagen. Der Persona kommt in entsprechender Weise die Rolle der Vermittlung zwischen Ich und Außenwelt zu.

## Kritik
Von Kritikern der analytischen Psychologie und auch innerhalb dieser Schule wurde darauf hingewiesen, dass Jung mit seinen Äußerungen über Anima und Animus die zu seiner Zeit üblichen Rollenzuschreibungen transportierte, indem zum Beispiel die Anima als unbewusste Gefühlsseite des Mannes und der Animus als unbewusste Geistigkeit der Frau bezeichnet wurde. Heutzutage wird häufig angenommen, hierbei handele es sich um Biologismen. Wozu ergänzt werden muss, dass Jung seine Psychologie dezidiert aus der Natur, also Biologie und Medizin, ableitete: „if you think along the lines of nature, you think properly“. Zusätzlich beschäftigt sich Jung allerdings immer auch mit kulturellen also sozialen Aspekten (z. B. in seinen Beobachtungen indigenen Völker), von einer reinen Reduktion auf Biologie kann also somit auch keine Rede sein. Jung beschäftigte sich beispielsweise auch ausgiebig mit Mythologie, Literatur (bis in die Neuzeit), Kunst oder auch der Funktion und Wirkungsweise von Religionen, also kulturanthropologischen Themen.
Dabei sind auch „männlicher Charakter“ und „weiblicher Charakter“ nur als Idealisierung zu verstehen, ebenso wie das Geschlecht der Tierkreiszeichen in der Astrologie. Im realen Leben kann speziell dem Mann durchaus eine weibliche äußere Einstellung eigen sein bzw. kann ihm ein weiblicher äußerer Charakter zukommen und umgekehrt der Frau ein männlicher. Insofern ist natürlich auch die nachfolgende Kritik zu relativieren. Mit dieser Idealisierung ist nicht unbedingt eine reale Rollenzuschreibung verbunden. Andererseits kann eine psychologische Differenz der Geschlechter auch nicht „aus soziologischer Rücksichtnahme“ negiert werden. Eine Parallele lässt sich überdies auch zum Yin und Yang des Daoismus ziehen.